# Bettakaduru, Channagiri
Bettakaduru là một làng thuộc tehsil Channagiri, huyện Davanagere, bang Karnataka, Ấn Độ.